# Wacław Koszela
Wacław Koszela (ur. 13 września 1887 we wsi Młodzowy, zm. wiosną 1940 w Katyniu) – porucznik intendent Wojska Polskiego.

## Życiorys
Urodził się we wsi Młodzowy, w gminie Radziechowice, w rodzinie Tomasza i Antoniny . W 1915 roku wstąpił do Legionów Polskich. Został przydzielony do 4 pułku piechoty . W jego szeregach odbył kampanię wołyńską.
12 marca 1921 roku został zatwierdzony z dniem 1 kwietnia 1920 roku w stopniu porucznika gospodarczego, w grupie oficerów byłych Legionów Polskich. 1 czerwca 1921 roku pełnił służbę w Wojskowym Okręgowym Zakładzie Gospodarczym Kielce.
3 maja 1922 roku został zweryfikowany w stopniu porucznika ze starszeństwem z dniem 1 czerwca 1919 roku i 313. lokatą w korpusie oficerów administracji, dział gospodarczy, a jego oddziałem macierzystym był Wojskowy Okręgowy Zakład Gospodarczy Nr 10 w Przemyślu (WOZG 10). W 1923 roku pełnił służbę w 2 pułku artylerii polowej Legionów w Kielcach na stanowisku oficera prowiantowego, pozostając oficerem nadetatowym WOZG 10. W następnym roku pełnił służbę w Rejonowym Zakładzie Gospodarczym Kielce, a jego oddziałem macierzystym był nadal WOZG 10. W 1928 roku został przeniesiony do Korpusu Ochrony Pogranicza i przydzielony do batalionu KOP „Rokitno” na stanowisko płatnika. Z dniem 15 sierpnia 1933 roku został przeniesiony do korpusu oficerów intendentów ze starszeństwem z dniem 1 czerwca 1919 roku i 32. lokatą. W dalszym ciągu pełnił służbę w KOP. Z dniem 30 czerwca 1934 roku został przeniesiony w stan spoczynku.

W czasie kampanii wrześniowej 1939 roku dostał się do niewoli radzieckiej. Przebywał w obozie w Kozielsku. Wiosną 1940 roku został zamordowany przez funkcjonariuszy NKWD w Katyniu i tam pogrzebany. Od 28 lipca 2000 roku spoczywa na Polskim Cmentarzu Wojennym w Katyniu.
5 października 2007 roku Minister Obrony Narodowej Aleksander Szczygło mianował go pośmiertnie do stopnia porucznika (sic!). Awans został ogłoszony 9 listopada 2007 roku, w Warszawie, w trakcie uroczystości „Katyń Pamiętamy – Uczcijmy Pamięć Bohaterów”.

## Ordery i odznaczenia
- Krzyż Niepodległości (13 września 1933)[15]
- Krzyż Walecznych (trzykrotnie)[16]
- Srebrny Krzyż Zasługi (14 października 1934)[17]